# Ардов, Борис Викторович
Бори́с Ви́кторович А́рдов (7 февраля 1940 — 23 августа 2004) — советский актёр театра и кино, режиссёр и художник-постановщик мультипликационных фильмов.

## Биография
Борис Ардов родился 7 февраля 1940 года в Москве в семье писателя и сценариста В. Е. Ардова и актрисы МХАТа Н. А. Ольшевской.

## Семья
Единоутробный брат (разные отцы, но одна и та же мать) актёра и режиссёра Алексея Баталова, родной брат мемуариста протоиерея Михаила Ардова. Дочь — актриса Анна Ардова.
Был четыре раза женат:
- первая жена — Мира Ардова (дочери Нина и Анна)
- вторая жена — Людмила Дмитриева (актриса, дочь Мария)
- третья жена — Ольга Розовская (режиссёр-мультипликатор /дочь кинооператора Эдуарда Розовского/, дочь Ольга)
- четвёртая жена — Екатерина Розанова (журналистка, дочери Анастасия, Ирина, Варвара).

## Карьера
B 1961 году окончил Школу-студию MXAT (руководитель курса — A. М. Карев). Служил в театре «Современник».
B 1972 году окончил Высшие режиссёрские курсы. С 1974 по 1987 год работал режиссёром и художником-постановщиком на студии «Мульттелефильм» ТО «Экран».
C 1975 года преподавал во ВГИКе.
Был доцентом кафедры актёрского мастерства, кандидат искусствоведения.
Возглавлял Ахматовский культурный центр в Москве.
Ушёл из жизни 23 августа 2004 года, причиной смерти стал цирроз печени, вызванный чрезмерным употреблением алкоголя. Похоронен на Преображенском кладбище.

## Фильмография

### Актёр
| Год  |   | Название        | Роль                     |
| ---- | - | --------------- | ------------------------ |
| 1963 | ф | Утренние поезда | Толик                    |
| 1963 | ф | Если ты прав…   | Радий (он же Иван)       |
| 1964 | ф | Живые и мёртвые | Ёлкин, секретарь райкома |
| 1966 | ф | Три толстяка    | капитан Бонавентура      |

### Режиссёр
| Год  |    | Название                    | Роль     |
| ---- | -- | --------------------------- | -------- |
| 1974 | мф | Морозный узор               | режиссёр |
| 1974 | мф | Загадочная планета          | режиссёр |
| 1975 | мф | Слоно-дило-сёнок            | режиссёр |
| 1976 | мф | Незнайка в Солнечном городе | режиссёр |
| 1984 | мф | Подземный переход           | режиссёр |

### Художник-постановщик
| Год  |    | Название        | Роль                 |
| ---- | -- | --------------- | -------------------- |
| 1983 | мф | Ракушка         | художник-постановщик |
| 1984 | мф | Крем-брюле      | художник-постановщик |
| 1986 | мф | Корабль пустыни | художник-постановщик |
| 1987 | мф | Сова            | художник-постановщик |